# Carlos María Ramírez
Carlos María Ramírez   (Rio Grande do Sul, 6 d'abril de 1848 - Montevideo, 19 de setembre de 1898) fou un periodista, assagista, narrador i polític uruguaià nascut al Brasil.

## Biografia
El 1868 es va graduar en Jurisprudència. El mateix any va fundar el Club Universitari. Va iniciar la seva activitat periodística al diari El Siglo, mitjançant el qual va canalitzar la seva oposició al govern de Lorenzo Batlle. Per la seva intransigència, va ser deportat amb el seu germà Gonzalo a Buenos Aires.
Des de 1871 dictava cursos a la Universitat de la República com a docent de dret constitucional. Poc després va ser nomenat Fiscal de Govern i Hisenda, i el 1873 se li va confiar la Legació de l'Uruguai davant l'Imperi del Brasil.
Durant el període de Lorenzo Latorre, Ramírez es va dedicar a investigar la història nacional. Davant el fracàs dels seus esforços per crear un nou partit polític va emigrar a Buenos Aires.

### Ideologia política
Ramírez reuneix les seves idees polítiques per primera vegada en un opuscle titulat La guerra civil y los partidos políticos del Uruguay (1882), en el qual s'esbossen les línies bàsiques del projectat Partit Constitucional. En el mateix tren ideològic edita el 1872 la revista La bandera radical, en la qual intensifica la seva propaganda contra la tradició política uruguaiana.
Els fruits del seu esforç per crear una nova agrupació es van veure momentàniament satisfets amb l'elaboració del programa del partit i amb la creació del diari El Plata, portaveu de la seva ideologia de principis. Pablo de María seria un dels seus més actius col·laboradors en aquesta empresa.

### Activitat literària
En narrativa destaquen les seves novel·les Los Palmares i Los amores de Marta (1884). Quant als assajos cal mencionar La educación popular (1868), Artigas (1884), i obres publicades després de la seva mort com Hombres de América (1912), Escritos (1923), Apuntes y discursos (1948), El destino nacional y la Universidad (1965). La seva prosa ha estat qualificada com a la més brillant, de tota la producció dels oradors i publicistes de la segona meitat del segle xix.

### Últims anys
Va ser nomenat ministre d'Hisenda durant el govern de Juan Lindolfo Cuestas el 1891. Acabaria els seus dies ocupant un escó al Senat (1893-1898).